# Top.HR Music Awards 2020.
Top.HR Music Awards 2020. je godišnja glazbena nagrada u Hrvatskoj koja je bila dodijeljena 2020. godine za glazbeni doprinos u 2019. godini.
Dodjela nagrada održana je 6. veljače 2020. godine u zagrebačkom hotelu Esplanade, a snimka dodjele prikazana je 8. veljače 2020. godine u popodnevnom terminu na RTL Televiziji.

## Dodijeljene nagrade
| Kategorija                             | Dobitnik                      |
| -------------------------------------- | ----------------------------- |
| Nagrada za pjesmu godine               | Nina Badrić - "Rekao si"      |
| Nagrada za muškog izvođača godine      | Damir Kedžo                   |
| Nagrada za žensku izvođačicu godine    | Franka Batelić                |
| Nagrada za grupu godine                | Pravila igre                  |
| Nagrada za novog izvođača godine       | Jure Brkljača                 |
| Nagrada za najprodavaniji domaći album | Parni valjak - "Vrijeme"      |
| Nagrada za najprodavaniji strani album | The Black Keys - "Let's Rock" |
| Nagrada za turneju godine              | Severina - "The Magic Tour"   |
| Deezer singl godine                    | Nina Badrić - "Rekao si"      |
| Deezer izvođač godine                  | Vojko V                       |